# Natation aux Jeux olympiques d'été de 2008, résultats détaillés - Hommes
Cette page présente les résultats masculins détaillés des épreuves de natation aux Jeux olympiques d'été de 2008.

## Nage en bassin

### Nage libre

#### 50 mètres
Finale
| Place | Nation         | Athlète              | Temps         |
| ----- | -------------- | -------------------- | ------------- |
| 1er   | Brésil         | César Cielo          | 21 s 30 (RO)  |
| 2e    | France         | Amaury Leveaux       | 21 s 45       |
| 3e    | France         | Alain Bernard        | 21 s 49       |
| 4e    | Australie      | Ashley Callus        | 21 s 62       |
| 5e    | États-Unis     | Ben Wildman-Tobriner | 21 s 64       |
| 6e    | Australie      | Eamon Sullivan       | 21 s 65       |
| 7e    | Afrique du Sud | Roland Schoeman      | 21 s 67 (RAf) |
| 8e    | Suède          | Stefan Nystrand      | 21 s 72       |

#### 100 mètres
Finale
| Place | Nation         | Athlète                   | Temps   |
| ----- | -------------- | ------------------------- | ------- |
| 1er   | France         | Alain Bernard             | 47 s 21 |
| 2e    | Australie      | Eamon Sullivan            | 47 s 32 |
| 3e    | États-Unis     | Jason Lezak               | 47 s 67 |
| -     | Brésil         | César Cielo               | 47 s 67 |
| 5e    | Pays-Bas       | Pieter van den Hoogenband | 47 s 75 |
| 6e    | Afrique du Sud | Lyndon Ferns              | 48 s 04 |
| 7e    | Australie      | Matt Targett              | 48 s 20 |
| 8e    | Suède          | Stefan Nystrand           | 48 s 33 |

#### 200 mètres
Finale
| Place | Nation         | Athlète           | Temps              |
| ----- | -------------- | ----------------- | ------------------ |
| 1er   | États-Unis     | Michael Phelps    | 1 min 42 s 96 (RM) |
| 2e    | Corée du Sud   | Park Tae-hwan     | 1 min 44 s 85      |
| 3e    | États-Unis     | Peter Vanderkaay  | 1 min 45 s 14      |
| 4e    | Afrique du Sud | Jean Basson       | 1 min 45 s 97      |
| 5e    | Allemagne      | Paul Biedermann   | 1 min 46 s 00      |
| 6e    | Suisse         | Dominik Meichtry  | 1 min 46 min 95    |
| 7e    | Japon          | Yoshihiro Okumura | 1 min 47 s 14      |
| 8e    | Royaume-Uni    | Robbie Renwick    | 1 min 47 s 47      |

#### 400 mètres
Finale
| Place | Nation       | Athlète          | Temps         |
| ----- | ------------ | ---------------- | ------------- |
| 1er   | Corée du Sud | Park Tae-hwan    | 3 min 41 s 86 |
| 2e    | Chine        | Zhang Lin        | 3 min 42 s 44 |
| 3e    | États-Unis   | Larsen Jensen    | 3 min 42 s 78 |
| 4e    | États-Unis   | Peter Vanderkaay | 3 min 43 s 11 |
| 5e    | Tunisie      | Oussama Mellouli | 3 min 43 s 45 |
| 6e    | Australie    | Grant Hackett    | 3 min 43 s 84 |
| 7e    | Russie       | Yuriy Prilukov   | 3 min 43 s 97 |
| 8e    | Russie       | Nikita Lobintsev | 3 min 48 s 29 |

#### 1500 mètres
Finale
| Place | Nation      | Athlète          | Temps                |
| ----- | ----------- | ---------------- | -------------------- |
| 1er   | Tunisie     | Oussama Mellouli | 14 min 40 s 84 (RAf) |
| 2e    | Australie   | Grant Hackett    | 14 min 41 s 53       |
| 3e    | Canada      | Ryan Cochrane    | 14 min 42 s 69       |
| 4e    | Russie      | Yuriy Prilukov   | 14 min 43 s 21       |
| 5e    | États-Unis  | Larsen Jensen    | 14 min 48 s 16       |
| 6e    | Royaume-Uni | David Davies     | 14 min 52 s 11       |
| 7e    | Chine       | Zhang Lin        | 14 min 55 s 20       |
| 8e    | Chine       | Yang Sun         | 15 min 05 s 12       |

### Papillon

#### 100 mètres
Finale
| Place | Nation                    | Athlète            | Temps          |
| ----- | ------------------------- | ------------------ | -------------- |
| 1er   | États-Unis                | Michael Phelps     | 50 s 58 (RO)   |
| 2e    | Serbie                    | Milorad Čavić      | 50 s 59 (RE)   |
| 3e    | Australie                 | Andrew Lauterstein | 51 s 12 (ROc)  |
| 4e    | États-Unis                | Ian Crocker        | 51 s 13        |
| 5e    | Kenya                     | Jason Dunford      | 51 s 47        |
| 6e    | Japon                     | Takuro Fujii       | 51 s 50 (=RAs) |
| 7e    | Ukraine                   | Andriy Serdinov    | 51 s 59        |
| 8e    | Papouasie-Nouvelle-Guinée | Ryan Pini          | 51 s 86        |

#### 200 mètres
Finale
| Place | Nation           | Athlète            | Temps               |
| ----- | ---------------- | ------------------ | ------------------- |
| 1er   | États-Unis       | Michael Phelps     | 1 min 52 s 03 (RM)  |
| 2e    | Hongrie          | Laszlo Cseh        | 1 min 52 s 70 (RE)  |
| 3e    | Japon            | Takeshi Matsuda    | 1 min 52 s 97 (RAs) |
| 4e    | Nouvelle-Zélande | Moss Burmester     | 1 min 54 s 35 (ROc) |
| -     | Chine            | Peng Wu            | 1 min 54 s 35       |
| 6e    | Pologne          | Pawel Korzeniowski | 1 min 54 s 60       |
| 7e    | Brésil           | Kaio Almeida       | 1 min 54 s 71       |
| 8e    | Russie           | Nikolay Skvortsov  | 1 min 55 s 14       |

### Dos

#### 100 mètres
Finale
| Place | Nation      | Athlète           | Temps        |
| ----- | ----------- | ----------------- | ------------ |
| 1er   | États-Unis  | Aaron Peirsol     | 52 s 54 (RM) |
| 2e    | États-Unis  | Matt Grevers      | 53 s 11      |
| 3e    | Russie      | Arkady Vyatchanin | 53 s 18      |
| -     | Australie   | Hayden Stoeckel   | 53 s 18      |
| 5e    | Australie   | Ashley Delaney    | 53 s 31      |
| 6e    | Royaume-Uni | Liam Tancock      | 53 s 39      |
| 7e    | Espagne     | Aschwin Wildeboer | 53 s 51      |
| 8e    | Japon       | Junichi Miyashita | 53 s 99      |

#### 200 mètres
Finale
| Place | Nation      | Athlète             | Temps               |
| ----- | ----------- | ------------------- | ------------------- |
| 1er   | États-Unis  | Ryan Lochte         | 1 min 53 s 94 (RM)  |
| 2e    | États-Unis  | Aaron Peirsol       | 1 min 54 s 33       |
| 3e    | Russie      | Arkady Vyatchanin   | 1 min 54 s 93 (RE)  |
| 4e    | Autriche    | Markus Rogan        | 1 min 55 s 49       |
| 5e    | Japon       | Ryosuke Irie        | 1 min 55 s 72       |
| 6e    | Australie   | Hayden Stoeckel     | 1 min 56 s 39 (ROc) |
| 7e    | Roumanie    | Razvan Ionut Florea | 1 min 56 s 52       |
| 8e    | Royaume-Uni | Gregor Tait         | 1 min 57 s 00       |

### Brasse

#### 100 mètres
Finale
| Place | Nation     | Athlète            | Temps         |
| ----- | ---------- | ------------------ | ------------- |
| 1er   | Japon      | Kosuke Kitajima    | 58 s 91 (RM)  |
| 2e    | Norvège    | Alexander Dale Oen | 59 s 20       |
| 3e    | France     | Hugues Duboscq     | 59 s 37       |
| 4e    | États-Unis | Brendan Hansen     | 59 s 57       |
| 5e    | Australie  | Brenton Rickard    | 59 s 74       |
| 6e    | Russie     | Roman Sludnov      | 59 s 87       |
| 7e    | Ukraine    | Ihor Borysyk       | 1 min 00 s 20 |
| 8e    | États-Unis | Mark Gangloff      | 1 min 00 s 24 |

#### 200 mètres
Finale
| Place | Nation     | Athlète         | Temps               |
| ----- | ---------- | --------------- | ------------------- |
| 1er   | Japon      | Kosuke Kitajima | 2 min 07 s 64 (RO)  |
| 2e    | Australie  | Brenton Rickard | 2 min 08 s 88 (ROc) |
| 3e    | France     | Hugues Duboscq  | 2 min 08 s 94       |
| 4e    | Canada     | Mike Brown      | 2 min 09 s 03       |
| 5e    | Hongrie    | Dániel Gyurta   | 2 min 09 s 22       |
| 6e    | États-Unis | Scott Spann     | 2 min 09 s 76       |
| 7e    | Italie     | Loris Facci     | 2 min 10 s 57       |
| 8e    | Italie     | Paolo Bossini   | 2 min 11 s 48       |

### 4 nages

#### 200 mètres
Finale
| Place | Nation      | Athlète        | Temps               |
| ----- | ----------- | -------------- | ------------------- |
| 1er   | États-Unis  | Michael Phelps | 1 min 54 s 23 (RM)  |
| 2e    | Hongrie     | Laszlo Cseh    | 1 min 56 s 52 (RE)  |
| 3e    | États-Unis  | Ryan Lochte    | 1 min 56 s 53       |
| 4e    | Brésil      | Thiago Pereira | 1 min 58 s 14       |
| 5e    | Japon       | Ken Takakuwa   | 1 min 58 s 22 (RAs) |
| 6e    | Royaume-Uni | James Goddard  | 1 min 59 s 24       |
| 7e    | Canada      | Keith Beavers  | 1 min 59 s 43       |
| 8e    | Royaume-Uni | Liam Tancock   | 2 min 00 s 76       |

#### 400 mètres
Finale
| Place | Nation     | Athlète           | Temps              |
| ----- | ---------- | ----------------- | ------------------ |
| 1er   | États-Unis | Michael Phelps    | 4 min 03 s 84 (RM) |
| 2e    | Hongrie    | Laszlo Cseh       | 4 min 06 s 16      |
| 3e    | États-Unis | Ryan Lochte       | 4 min 08 s 09      |
| 4e    | Italie     | Alessio Boggiatto | 4 min 12 s 16      |
| 5e    | Italie     | Luca Marin        | 4 min 12 s 47      |
| 6e    | Hongrie    | Gergo Kis         | 4 min 12 s 84      |
| 7e    | Canada     | Brian Johns       | 4 min 13 s 38      |
| 8e    | Brésil     | Thiago Pereira    | 4 min 15 s 40      |

### Relais

#### 4 × 100 mètres nage libre
Finale
| Place | Nation         | Athlète                                                          | Temps                |
| ----- | -------------- | ---------------------------------------------------------------- | -------------------- |
| 1er   | États-Unis     | Michael Phelps Garrett Weber-Gale Cullen Jones Jason Lezak       | 3 min 08 s 24 (RM)   |
| 2e    | France         | Amaury Leveaux Fabien Gilot Frédérick Bousquet Alain Bernard     | 3 min 08 min 32 (RE) |
| 3e    | Australie      | Eamon Sullivan Andrew Lauterstein Ashley Callus Matt Targett     | 3 min 09 s 91 (ROc)  |
| 4e    | Italie         | Alessandro Calvi Christian Galenda Marco Belotti Filippo Magnini | 3 min 11 s 48        |
| 5e    | Suède          | Petter Stymne Lars Frolander Stefan Nystrand Jonas Persson       | 3 min 11 s 92        |
| 6e    | Canada         | Brent Hayden Joel Greenshields Colin Russell Rick Say            | 3 min 12 s 26        |
| 7e    | Afrique du Sud | Lyndon Ferns Darian Townsend Roland Schoeman Ryk Neethling       | 3 min 12 s 66 (RAf)  |
| 8e    | Royaume-Uni    | Simon Burnett Adam Brown Benjamin Hockin Ross Davenport          | 3 min 12 s 87        |

#### 4 × 200 mètres nage libre
Finale
| Place | Nation         | Athlète                                                                | Temps              |
| ----- | -------------- | ---------------------------------------------------------------------- | ------------------ |
| 1er   | États-Unis     | Michael Phelps Ryan Lochte Ricky Berens Peter Vanderkaay               | 6 min 58 s 56 (RM) |
| 2e    | Russie         | Nikita Lobintsev Evgeny Lagunov Danila Izotov Alexander Sukhorukov     | 7 min 03 s 70 (RE) |
| 3e    | Australie      | Patrick Murphy Grant Hackett Grant Brits Nick Ffrost                   | 7 min 04 s 98      |
| 4e    | Italie         | Marco Belotti Emiliano Brembilla Massimiliano Rosolino Filippo Magnini | 7 min 05 s 35      |
| 5e    | Canada         | Colin Russell Brian Johns Brent Hayden Andrew Hurd                     | 7 min 05 s 77      |
| 6e    | Royaume-Uni    | David Carry Andrew Hunter Robbie Renwick Ross Davenport                | 7 min 05 s 92      |
| 7e    | Japon          | Yoshihiro Okumura Sho Uchida Yasunori Mononobe Hisato Matsumoto        | 7 min 10 s 31      |
| 8e    | Afrique du Sud | Jean Basson Darian Townsend Jan Venter Sebastien Rousseau              | 7 min 13 s 07      |

#### 4 × 100 mètres 4 nages
Finale
| Place | Nation           | Athlète                                                             | Temps               |
| ----- | ---------------- | ------------------------------------------------------------------- | ------------------- |
| 1er   | États-Unis       | Aaron Peirsol Brendan Hansen Michael Phelps Jason Lezak             | 3 min 29 s 34 (RM)  |
| 2e    | Australie        | Hayden Stoeckel Brenton Rickard Andrew Lauterstein Eamon Sullivan   | 3 min 30 s 04 (ROc) |
| 3e    | Japon            | Junichi Miyashita Kosuke Kitajima Takuro Fujii Hisayoshi Sato       | 3 min 31 s 18 (RAs) |
| 4e    | Russie           | Arkady Vyatchanin Roman Sludnov Yevgeniy Korotyshkin Evgeny Lagunov | 3 min 31 s 92 (RE)  |
| 5e    | Nouvelle-Zélande | Daniel Bell Glenn Snyders Corney Swanepoel Cam Gibson               | 3 min 33 s 39       |
| 6e    | Royaume-Uni      | Liam Tancock Christopher Cook Michael Rock Simon Burnett            | 3 min 33 s 69       |
| 7e    | Afrique du Sud   | Gerhard Zandberg Cameron van der Burgh Lyndon Ferns Darian Townsend | 3 min 33 s 70 (RAf) |
| 8e    | Italie           | Mirco Di Tora Loris Facci Mattia Nalesso Filippo Magnini            | DSQ                 |

## Nage en eau libre

### Marathon

#### 10 kilomètres
Finale
| Place | Nation         | Athlète                     | Temps             |
| ----- | -------------- | --------------------------- | ----------------- |
| 1er   | Pays-Bas       | Maarten van der Weijden     | 1 h 51 min 51 s 6 |
| 2e    | Royaume-Uni    | David Davies                | 1 h 51 min 53 s 1 |
| 3e    | Allemagne      | Thomas Lurz                 | 1 h 51 min 53 s 6 |
| 4e    | Italie         | Valerio Cleri               | 1 h 52 min 07 s 5 |
| 5e    | Russie         | Evgeny Drattsev             | 1 h 52 min 08 s 9 |
| 6e    | Bulgarie       | Petar Stoychev              | 1 h 52 min 09 s 1 |
| 7e    | Belgique       | Brian Ryckeman              | 1 h 52 min 10 s 7 |
| 8e    | États-Unis     | Mark Warkentin              | 1 h 52 min 13 s 0 |
| 9e    | Afrique du Sud | Chad Ho                     | 1 h 52 min 13 s 1 |
| 10e   | Venezuela      | Erwin Leon Maldonado Savera | 1 h 52 min 13 s 6 |
| 11e   | Australie      | Ky Hurst                    | 1 h 52 min 13 s 7 |
| 12e   | Ukraine        | Igor Chervynskiy            | 1 h 52 min 14 s 7 |
| 13e   | Espagne        | Francisco Jose Hervas       | 1 h 52 min 16 s 5 |
| 14e   | Brésil         | Allan Carmo                 | 1 h 52 min 16 s 6 |
| 15e   | France         | Gilles Rondy                | 1 h 52 min 16 s 7 |
| 16e   | Grèce          | Spyrídon Yanniótis          | 1 h 52 min 20 s 4 |
| 17e   | Tchéquie       | Rostislav Vitek             | 1 h 52 min 41 s 8 |
| 18e   | Mexique        | Luis Escobar                | 1 h 53 min 47 s 9 |
| 19e   | Syrie          | Saleh Mohammad              | 1 h 54 min 37 s 7 |
| 20e   | Égypte         | Mohamed Monir               | 1 h 55 min 17 s 0 |
| 21e   | Argentine      | Damian Blaum                | 1 h 55 min 48 s 6 |
| 22e   | Portugal       | Arseniy Lavrentyev          | 2 h 03 min 39 s 6 |
| 23e   | Chine          | Tong Xin                    | 2 h 09 min 13 s 4 |
|       | Hongrie        | Csaba Gercsak               | DNF               |
|       | Russie         | Vladimir Dyatchin           | DSQ               |